# Alfonso Llano Escobar
Alfonso Llano Escobar (Medellín, 21 de agosto de 1925-Bogotá, 2 de diciembre de 2020) fue un sacerdote jesuita, teólogo, escritor y filósofo colombiano.

## Biografía
Nació en Medellín en 1925. Ingresó en la Compañía de Jesús en 1941 y fue ordenado sacerdote en 1956. Era licenciado en Filosofía y Teología de la Pontificia Universidad Javeriana; doctor en Filosofía, con énfasis en Ética, de la Universidad Gregoriana de Roma; y doctor en Teología con énfasis en Moral, del Instituto Alfonsiano de Moral de la Universidad Lateranense, de Roma.
Fue director del Instituto de Bioética de la Pontificia Universidad Javeriana y director de la especialización en Bioética que se dicta en esta universidad. Se desempeñó como director de la Fundación Centro Nacional de Bioética. 
Publicó la columna “Un alto en el camino” en el periódico El Tiempo (1976-2020). 
Falleció en Bogotá el 2 de diciembre de 2020.